# Maria Crescentia Höss

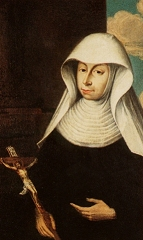
Die heilige Crescentia Höss von Kaufbeuren

Maria Crescentia Höss (* 20. Oktober 1682 in Kaufbeuren; † 5. April 1744 ebenda) war Oberin des Klosters Kaufbeuren und wird in der römisch-katholischen Kirche als Heilige verehrt.

## Leben

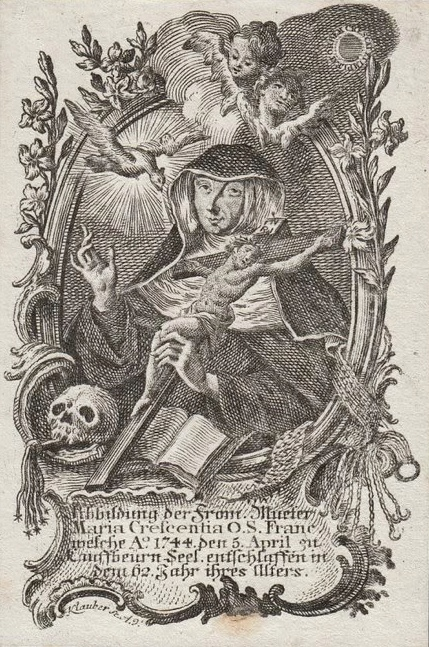
St. Crescentia Höss, Klauber-Stich um 1790

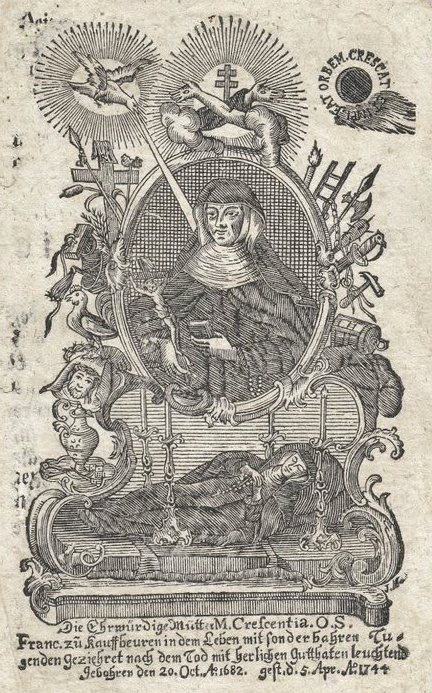
St. Crescentia Höss, Stich um 1750

Als Tochter des Webers Mathias Höß und seiner Frau Luzia wurde Anna, so ihr Taufname, am 20. Oktober 1682 in der Neuen Gasse 15 a zu Kaufbeuren geboren. Da ihre Familie arm war und die notwendige Mitgift nicht aufbringen konnte, gelang es Anna nur durch Vermittlung des evangelischen Bürgermeisters, in das Kloster Kaufbeuren aufgenommen zu werden. Nach strengen Gehorsamsübungen, die sie willig erfüllte, übernahm Crescentia, wie sie nach der Aufnahme in den Orden hieß, wichtige Aufgaben im Kloster und wurde schließlich 1741 zur Oberin gewählt. Sie führte die Gemeinschaft mit Tatkraft und Umsicht.
Mit dem Tod von Crescentia Höß am 5. April 1744, einem Ostersonntag, setzte ein unablässiger Strom von Pilgern ein, der Kaufbeuren für lange Zeit zu einem Mittelpunkt des religiösen Lebens in Schwaben und weit darüber hinaus machte. Bis zu 70.000 Menschen kamen in manchen Jahren, um am Grab der als heilig verehrten Schwester Crescentia zu beten. Tausende von Votivgaben zeugen vom Vertrauen der Wallfahrer, die durch die Fürsprache Crescentias Hilfe erhofften oder erhalten hatten. Ihre Seligsprechung am 7. Oktober 1900 war für viele Gläubige bereits ein Anlass zur großen Freude. Ihre Heiligsprechung am 25. November 2001 ist eine Bestätigung ihrer bis heute anhaltenden Verehrung in der gesamten Weltkirche.

### Sie war allzeit fröhlich und vergnügt...
Als Oberin war Crescentia darauf bedacht, dass die Ordensregeln eingehalten wurden, wobei sie an sich selbst die strengsten Maßstäbe anlegte. Ebenso wichtig war ihr aber das verständnisvolle Miteinander in der Gemeinschaft. Freude und Fröhlichkeit sollten im Kloster herrschen. Grundlage ihrer Frömmigkeit war die Übereinstimmung mit dem Willen Gottes.
Crescentia besaß auch einen beachtlichen wirtschaftlichen Sachverstand. Sie führte das Kloster so erfolgreich, dass dessen materielle Existenz für lange Zeit gesichert war und für die sozialen Aufgaben der Schwestern noch Geld erübrigt werden konnte. Crescentia war eine starke und lebenskluge Frau, die vielen Menschen als Vorbild diente und deren Ruf sich rasch ausbreitete.

### Eine kluge Ratgeberin
Viele Menschen von nah und fern kamen, um ihren Rat einzuholen. Sie schätzten ihr kritisches Urteilsvermögen und ihre klare Sicht der Dinge ebenso wie ihre außerordentliche Fähigkeit, sich in Gesprächspartner einzufühlen. Neben den persönlichen Gesprächen, „in denen sie die Wahrheit besser sagen konnte als ein Beichtvater“, wie Kurfürst Clemens August feststellte, stand sie mit vielen bedeutenden Persönlichkeiten ihrer Zeit in Briefkontakt, darunter über 70 Fürstlichkeiten. Die bayerische Kurfürstin Maria Amalia gehörte ebenso dazu wie Kurfürst Clemens August von Köln oder der Fürstabt von Kempten.

„Die Briefe spiegeln eine gescheite, lebenskluge Frau mit gesundem Menschenverstand, welche die Fähigkeit besaß, Probleme rasch zu erkennen und sie zweckmäßig und vernünftig zu lösen.“

## Der Weg zur Heiligsprechung
Die Kaufbeurer Franziskanerin Maria Crescentia Höß ist die erste deutsche Heilige des 21. Jahrhunderts. Durch ihre Heiligsprechung am 25. November 2001 in Rom wird sie der gesamten katholischen Kirche als Vorbild und hilfreiche Fürsprecherin empfohlen.
Es hat lange gedauert, bis es so weit war. Unmittelbar nach ihrem Tod am 5. April 1744 setzte die Wallfahrt zu ihrem Grab in der Kaufbeurer Franziskanerinnen-Kirche ein. Von 60–70.000 Wallfahrern jährlich berichtet die Klosterchronik. Bereits 1775 wurde der Seligsprechungsprozess eröffnet. Er dauerte allerdings sehr lange, weil die Wirren der Säkularisation dazwischen kamen. Erst am 7. Oktober 1900 sprach Papst Leo XIII. Crescentia von Kaufbeuren selig.
Zahlreiche Gebetserhörungen und ein unablässiger Strom von Gläubigen veranlassten Kloster und Diözese, sich um die Heiligsprechung zu bemühen. Am Mittwoch, dem 10. Juni 1998, eröffnete der Diözesanbischof Viktor Josef Dammertz einen kanonischen Prozess für die Heiligsprechung, den der Vizepostulator Karl Pörnbacher aus Sachsenried und der Postulator Andrea Ambrosi aus Rom, vorbereitet hatten.
Untersucht werden sollte eine Gebetserhörung für ein Mädchen, das nach einem Badeunfall im Juni 1986, bei dem sie 35 bis 45 Minuten unter Wasser gelegen hatte, reanimiert werden konnte und vollkommen gesund wurde. Die Angehörigen sind davon überzeugt, dass die Heilung der Fürsprache der heiligen Crescentia zuzuschreiben ist. Eine Kommission von fünf medizinischen Sachverständigen stellte nach eingehender Prüfung fest, dass diese Heilung nach dem heutigen Stand der medizinischen Wissenschaft nicht zu erklären ist.
Eine Kommission von sieben Theologen diskutierte am 7. April 2000 das Verfahren auf der Grundlage der Prozessakten und gelangte einstimmig zum gleichen Ergebnis. Schließlich tagten als drittes Gremium am 3. Oktober 2000 15 Kardinäle und Erzbischöfe, Mitglieder der Kongregation für die Selig- und Heiligsprechungsprozesse, und votierten ebenfalls einstimmig für die Heiligsprechung. Am 18. Dezember 2000 verkündete Papst Johannes Paul II. das entsprechende Dekret während einer feierlichen Veranstaltung im Vatikan.
Maria Crescentia Höß von Kaufbeuren wurde am Christkönigssonntag, am 25. November 2001 in Rom von Papst Johannes Paul II. heiliggesprochen.

## Ikonografie
Die heilige Crescentia wird oft mit einem Kruzifix dargestellt, in das sie wie in ein aufgeschlagenes Buch vertieft ist.

## 750 Jahre Kloster und 10 Jahre hl. Crescentia

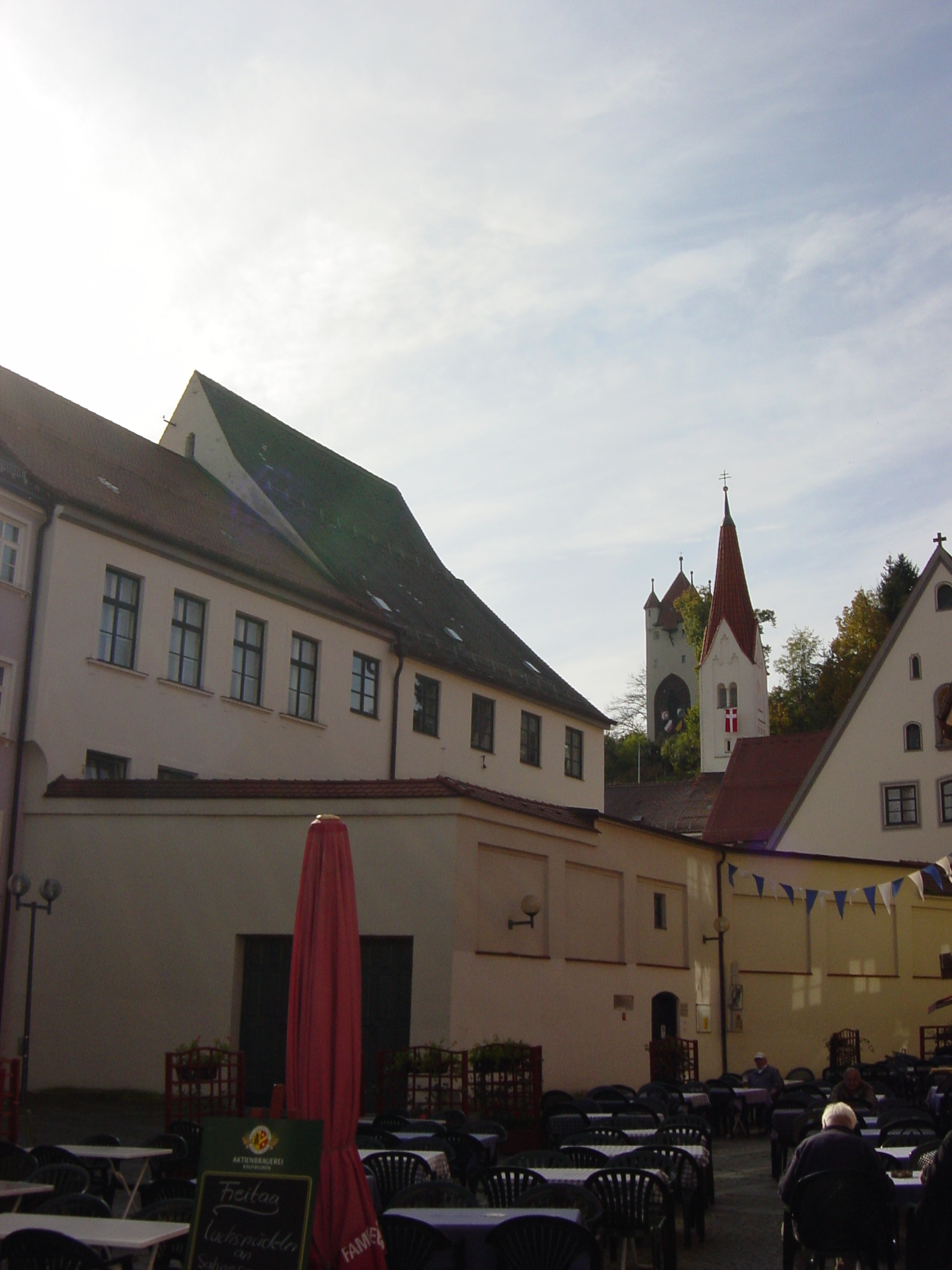
Das Kloster Kaufbeuren (Crescentiakloster)

Das Kaufbeurer Crescentiakloster wurde im Jahre 1261 erstmals urkundlich erwähnt. Seitdem leben und wirken Franziskanerinnen im Geiste des heiligen Franziskus an diesem Ort. Im Jahre 1315 nahmen sie die Regel des Dritten Ordens des heiligen Franziskus an und unterstellten sich der Leitung des Franziskanerordens.
Nach der Säkularisation genehmigte König Ludwig I. von Bayern die Wiederaufnahme von Mitgliedern unter der Bedingung, dass sich die Schwestern dem Unterricht der weiblichen katholischen Schuljugend Kaufbeurens widmen. Derzeit leben 48 Schwestern im Crescentiakloster.
Das Crescentiakloster, alle Kaufbeurer Pfarrgemeinden und die Stadt Kaufbeuren feierten das Doppeljubiläum mit dem GlaubensFest 2011. Der Crescentia-Pilgerweg führt als Rundweg auf 90 Kilometern durch bedeutende Orte aus dem Leben der Heiligen wie Kaufbeuren, Irsee, Ottobeuren und Mindelheim.

## Gedenktage
- Katholisch: Letzter Sonntag im April

- 5. April – Todestag der heiligen Crescentia
- 20. Oktober – Geburtstag der heiligen Crescentia
- 25. November – Jahrestag der Heiligsprechung

## Dokumentarfilm
- Tine Kugler, Gerald Maas: Das Wunder von Kaufbeuren, 2002
- Georg Ried: Crescentia – Die Heilige von Kaufbeuren, 2007